# Condado de Houston (Geórgia)
O Condado de Houston é um dos 159 condados do Estado americano de Geórgia. A sede do condado é Perry, e sua maior cidade é Perry. O condado possui uma área de 984 km², uma população de 110 765 habitantes, e uma densidade populacional de 114 hab/km² (segundo o censo nacional de 2000). O condado foi fundado em 15 de maio de 1821.